# Али ибн Яхья
Али ибн Яхья (араб. علي بن يحيى‎; ум. 1121) — правитель государства Зиридов в Ифрикии (1116—1121).

## Биография
Был сыном амира Яхьи ибн Тамима, унаследовал государство после смерти отца. 
В качестве правителя государства вёл войны с мятежными бедуинами и заключил союз с Альморавидами для нападения на Сицилийское графство, но в 1121 году он умер и ему наследовал его малолетний сын Аль-Хасан, ставший последним правителем государства.